# Riley Brett
Riley Brett (ur. 11 czerwca 1895 roku w McAlester, zm. 5 lutego 1982 roku w Los Angeles) – amerykański kierowca wyścigowy.

## Kariera
W swojej karierze Brett startował głównie w Stanach Zjednoczonych w mistrzostwach AAA Championship Car oraz towarzyszącym mistrzostwom słynnym wyścigu Indianapolis 500. Jednak nigdy nie zdobywał punktów. W Indy 500 w 1920 roku uplasował się na szóstej pozycji.